# Meppen
Meppen je město v zemském okrese Emsland v Dolním Sasku, Německo. Leží nedaleko německo-nizozemské státní hranice.

## Geografie
Části obce: Altstadt, Esterfeld, Feldkamp/Helter Damm, Kuhweide, Neustadt, Nödike, Schleusengruppe.
Město se rozkládá na obou březích řeky Ems. Na řece a na plavebním kanálu jsou přístavy jak pro nákladní tak i osobní dopravu.

## Doprava
Z města je dobré napojení na dálnici A31. Také zde prochází železniční trať Münster–Emden. Lodní doprava je provozována na plavebním kanálu Dortmund-Ems-Kanals. Po městě a jeho okolí je postaveno mnoho kilometrů cyklistických stezek.